# Apollo Arrow
La Apollo Arrow è un prototipo di autovettura sportiva biposto a motore centrale sviluppato da Apollo Automobil. È stata presentata nel 2016 al salone dell'automobile di Ginevra.

## Produzione
La Arrow è stata co-sviluppata da Apollo Automobil e dalla Scuderia Cameron Glickenhaus, mentre Roland Gumpert era CEO di Apollo. Si prevedeva che la società italiana Manifattura Automobili Torino, che ha costruito anche la SCG 003C, sarebbe stata scelta per produrre la versione di serie della vettura. SCG ha dichiarato che una versione di produzione della Arrow sarebbe consistita in una versione per sola pista con un motore V12, chiamata con il nome in codice "Titan", nel 2017, seguita da una versione da strada chiamata Apollo S con un motore V8 biturbo, e che entrambi i modelli "utilizzeranno la tecnologia del telaio sviluppata per SCG003C", ma a partire dal 2018 nessuno dei due modelli ha raggiunto le fasi di produzione principalmente a causa della gestione di Apollo Automobil focalizzata sullo sviluppo di un modello separato.

## Caratteristiche tecniche
Il propulsore della Arrow è derivato da un motore Audi V8 biturbo da 4.0 litri e sviluppa 986 CV (735 kW) e 999 Nm di coppia massima. Per raggiungere questa potenza, la Apollo ha montato due turbocompressori maggiorati, nuovi intercooler e un impianto di scarico rivisto. La potenza viene inviata alle ruote posteriori attraverso un cambio sequenziale a 7 marce prodotto dalla CIMA e un differenziale autobloccante Torsen. La Arrow è costruita su un telaio tubolare in acciaio al nichel-cromo-molibdeno combinato con una monoscocca in fibra di carbonio, che è un'evoluzione di quella utilizzata per la Gumpert Apollo, e successivamente per la concept car ApolloN del 2016. Apollo ha dichiarato che la Arrow pesa meno di 1315 kg e che è in grado di accelerare da 0 a 97 km/h in 2,9 secondi e di raggiungere una velocità massima di 360 km/h. L'impianto frenante con dischi ventilati da 378 mm e pinze a 6 pistoncini è fornito dalla AP Racing, il controllo elettronico della stabilità e l'ABS sono di produzione Bosch. I cerchi sono da 20 pollici all'anteriore e da 21 al posteriore e calzano pneumatici Michelin Pilot Sport Cup 2 da 265/35 R20 e 325/30 R21. Le sospensioni sono a doppio braccio oscillante e l'altezza da terra può essere regolata in un range compreso tra i 40 e i 120 mm. La Arrow è omologata per uso stradale, ma la sua conformità agli standard FIA la rende adatta all'omologazione in diversi campionati.